# 上海当代艺术博物馆
上海当代艺术博物馆（英文名 Power Station of Art），是一座位于中華人民共和國上海市黄浦区黄浦江畔的当代艺术博物馆，是中国内地第一座公立的当代艺术博物馆。原为2010年上海世博会城市未来馆，前身为南市发电厂。博物馆建筑面积4万多平方米，展陈面积达到1.5万平方米，拥有12个展厅。上海当代艺术博物馆成立于2012年10月1日，也是目前上海双年展主场馆。

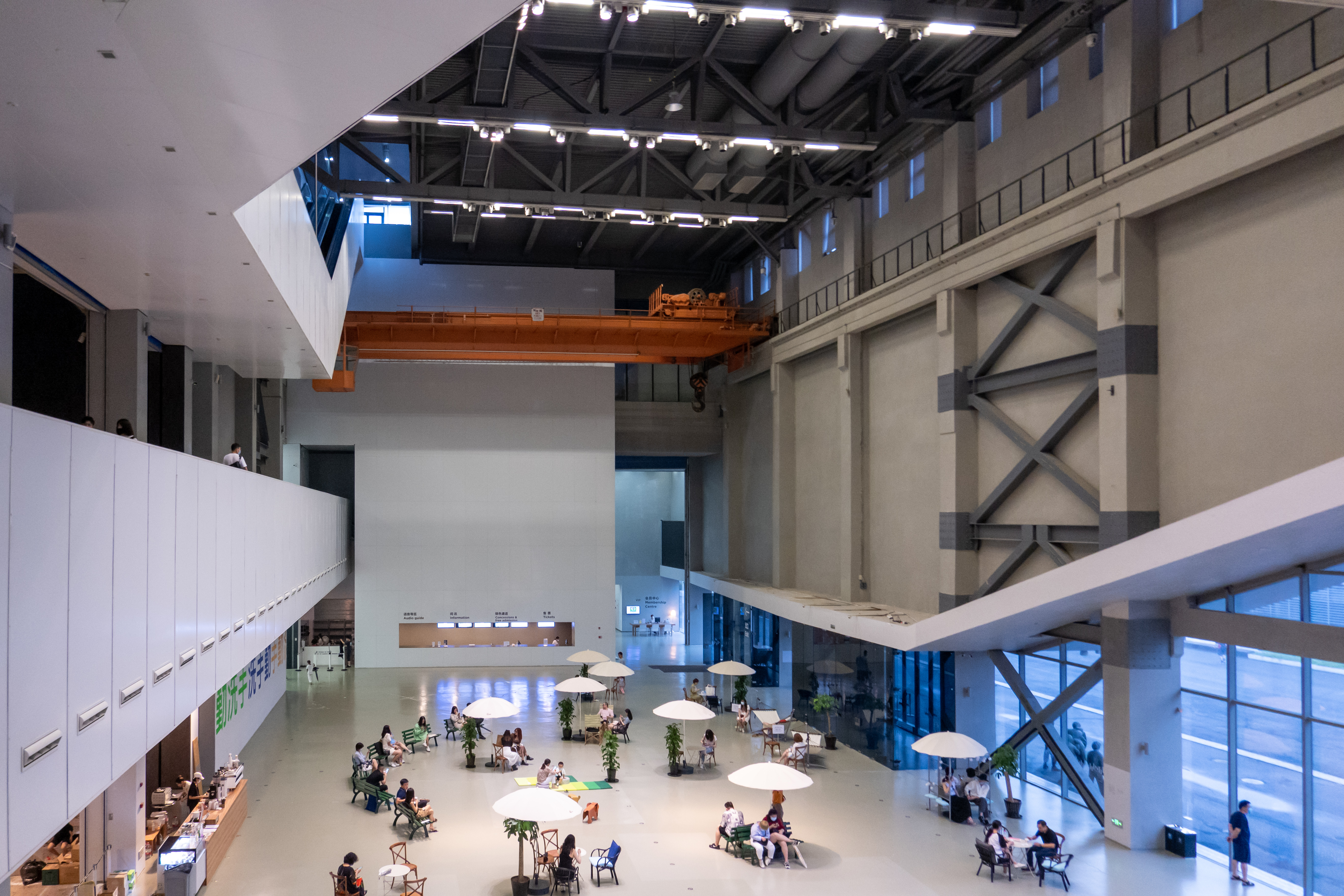
上海当代艺术博物馆内部

## 历史沿革
1897年，清朝政府在十六铺老太平码头创建了南市电灯厂，1955年定名为南市发电厂。2007年，南市发电厂的全部3台机组先后停止运行。随后即开始改建工程。
2009年12月17日，改建工程完工，建筑原有体型高度不变，原有的四层结构被改建为八层结构，原有的烟囱被列为上海市第五批优秀历史建筑。建築2010年上海世博会期间作为主题馆之一的城市未来馆使用。世博會期間，當局在烟囱上安裝温度计。
2010年世博会结束后，城市未来馆作为五大主题馆之一被保留。2011年8月23日，中共上海市委、上海市人民政府决定将世博会城市未来馆改建为上海当代艺术博物馆。2012年10月1日，上海当代艺术博物馆与上海世博会中国馆改建而成的中华艺术宫同时开馆。开馆同时，“重新发电——2012第九届上海双年展”也在上海当代艺术博物馆开幕。自2012年起，上海双年展的举办地也从原上海美术馆迁至上海当代艺术博物馆。2023年，煙囪的溫度計以及其固定钢结构均出现锈蚀和老化以及高空坠物現象。上海当代艺术博物馆於是將煙囪上的温度计、LED显示屏和模块灯具拆除。

## 历年展览
上海当代艺术博物馆设有12个展厅，不设常设展览，不定期展览各类当代艺术作品。
| 开始时间       | 结束时间       | 展览名称                                             | 备注                                                                                                |
| -------------- | -------------- | ---------------------------------------------------- | --------------------------------------------------------------------------------------------------- |
| 2012年10月1日  | 2013年5月31日  | 重新发电——2012第九届上海双年展                       | [ 11 ]                                                                                              |
| 2012年12月16日 | 2013年3月15日  | 电场：超越超现实——法国蓬皮杜中心藏品展               | 与法国蓬皮杜艺术中心合作举办，是蓬皮杜中心在中國大陸的首次大型展覽                                  |
| 2013年4月29日  | 2013年7月28日  | 安迪·沃霍尔：十五分钟的永恒                          | 与美国安迪·沃霍尔美术馆联合主办，安迪·沃霍尔作品亚洲巡回展的一部分                                  |
| 2013年5月18日  | 2013年7月18日  | 蜃景——当代中国博物馆建筑的十二种呈现                 | 中国当代建筑艺术展                                                                                  |
| 2013年8月17日  | 2013年11月10日 | 时代肖像——当代艺术30年                               | 展出中国当代艺术发展历程                                                                            |
| 2013年11月30日 | 2014年3月30日  | 2013年上海艺术设计展                                 | 以“美学城市”为主题                                                                                  |
| 2014年3月15日  | 2014年4月20日  | 瑞士景观设计展                                       | 瑞士景观设计师作品展                                                                                |
| 2014年4月20日  | 2014年6月22日  | 篠原一男                                             | 日本建筑师篠原一男重要作品回顾展                                                                    |
| 2014年4月26日  | 2014年7月13日  | 谜途：时间 · 空间 · 织毯                             | 6世纪以来的世界各地织毯作品展                                                                       |
| 2014年4月26日  | 2014年7月20日  | CCAA中国当代艺术奖十五年                             | 中国当代艺术奖获奖艺术家作品展                                                                      |
| 2014年5月16日  | 2014年6月15日  | CLOSE-UP 上海——JR艺术项目                            | 法国艺术家JR的艺术项目                                                                              |
| 2014年6月11日  | 2014年7月27日  | 一分钟影像世纪巡回展                                 | 与荷兰一分钟影像基金会等联合举办，回顾青年艺术家项目“一分钟影像”发展历程                            |
| 2014年7月19日  | 2014年10月12日 | 卡地亚时间艺术                                       | 钟表珠宝商卡地亚典藏展，是卡地亚全球艺术之旅的一部分                                                |
| 2014年8月8日   | 2014年10月26日 | 蔡国强：九级浪                                       | 蔡国强个展，是上海当代艺术博物馆的首个中国艺术家大型个展                                            |
| 2014年9月26日  | 2014年11月2日  | 致敬朋克时代                                         | 20世纪70年代朋克文化展，亚洲巡回展的一部分                                                          |
| 2014年10月28日 | 2015年3月8日   | 首届上海当代艺术博物馆青年策展人计划                 | 博物馆常设计划“青年策展人计划”优胜方案展                                                            |
| 2014年11月23日 | 2015年3月31日  | 社会工厂——2014年第十届上海双年展                     | |
| 2015年3月28日  | 2015年7月19日  | 渐渐件件——伦佐·皮亚诺建筑工作室                      | 与伦佐·皮亚诺建筑工作室联合举办，伦佐·皮亚诺建筑作品展                                              |
| 2015年4月18日  | 2015年7月26日  | 麒派画家周英华                                       | 周英华艺术作品展                                                                                    |
| 2015年4月26日  | 2015年6月25日  | 象随心生                                             | 与捷克共和国驻华大使馆联合举办，捷克共和国当代艺术与设计作品展                                      |
| 2015年5月16日  | 2015年8月16日  | 移动建筑——尤纳·弗莱德曼                              | 法国建筑师尤纳·弗莱德曼作品展                                                                       |
| 2015年7月10日  | 2015年8月8日   | 新世代英伦创造：走进赫斯维克工作室                   | 英国大使馆文化教育处主办，英国建筑师托馬斯·赫斯維克作品展，东南亚巡回展的一部分                     |
| 2015年8月8日   | 2015年12月6日  | 伊利亚和艾米莉亚·卡巴科夫：理想之城                  | 与法国大皇宫美术馆联合举办，俄裔美籍艺术家伊利亚和艾米莉亚·卡巴科夫夫妇的大型装置作品《理想之城》展 |
| 2015年8月15日  | 2015年11月15日 | COPYLEFT：中国挪用艺术                               | 中国当代艺术中的“挪用艺术”作品展                                                                    |
| 2015年10月10日 | 2015年10月30日 | 藤本壮介展 未来之未来                                | 日本建筑师藤本壮介作品展                                                                            |
| 2015年11月10日 | 2016年2月21日  | 反高潮的诗学 坂本一成的建筑                          | |
| 2015年12月5日  | 2016年3月18日  | 青策计划2015                                         | |
| 2015年1月30日  | 2016年4月10日  | 大同大张                                             | |
| 2016年3月13日  | 2016年6月19日  | 伯纳德·屈米                                          | |
| 2016年3月18日  | 2016年6月19日  | 蛇杖Ⅲ：左开道岔                                      | |
| 2016年3月26日  | 2016年5月29日  | 建筑之名 非常建筑泛设计展                            | |
| 2016年6月11日  | 2016年9月11日  | 陈劭雄: 万事俱备                                     | |
| 2016年6月24日  | 2016年8月7日   | 纸间现实 拉什 · 穆勒最爱的书                         | |
| 2016年7月9日   | 2016年10月9日  | 市民都会——上海：现代城市主义的样本                   | |
| 2016年7月16日  | 2016年10月16日 | 零食                                                 | |
| 2016年9月23日  | 2016年10月23日 | 叶锦添：流形                                         | |
| 2016年10月1日  | 2016年10月30日 | 欧米茄“她的时光”女士腕表百年臻品展                   | |
| 2016年10月22日 | 2017年2月14日  | 青策计划2016                                         | |
| 2016年12月24日 | 2017年3月26日  | 中国当代艺术收藏系列展 余友涵                        | |
| 2017年3月3日   | 2017年5月2日   | 可见×不可见：山中一宏设计展                          | |
| 2017年4月22日  | 2017年7月23日  | 伊东丰雄 曲水流思                                    | |
| 2017年4月29日  | 2017年7月30日  | 身体·媒体II                                          | |
| 2017年5月14日  | 2017年6月30日  | 2017新世纪丹麦设计                                   | |
| 2017年7月15日  | 2017年9月15日  | Henryk Tomaszewski — 托马耶夫斯基原作展              | |
| 2017年7月29日  | 2017年10月29日 | 栖居的庆典真实·虚拟·想像 巴克里希纳·多西建筑回顾展   | |
| 2017年8月26日  | 2017年11月26日 | 中国当代艺术收藏系列展 李山                          | |
| 2017年10月8日  | 2018年11月30日 | 坂茂建筑展 建筑设计与救灾项目的共存                  | |
| 2017年11月25日 | 2018年3月18日  | 青策计划2017                                         | |
| 2017年12月14日 | 2018年3月4日   | 游珠戏宝 瑞士当代首饰设计展                          | |
| 2017年12月16日 | 2018年3月11日  | 超级工作室50年                                       | |
| 2018年3月17日  | 2018年5月20日  | 饮&呕吐 仲条正义设计作品展                           | |
| 2018年4月25日  | 2018年7月8日   | 克里斯蒂安·波尔坦斯基：忆所                          | |
| 2018年4月25日  | 2018年7月29日  | 卡地亚当代艺术基金会: 陌生风景                       | |
| 2018年8月4日   | 2018年10月17日 | 中国当代艺术收藏系列展 仇大雄——归家之路              | |
| 2018年8月18日  | 2018年10月14日 | 她：妮基·圣法勒和沈远                                | |
| 2018年8月18日  | 2018年10月14日 | 觉醒的现代性——毕业于宾夕法尼亚大学的中国第一代建筑师 | |
| 2018年9月8日   | 2018年11月14日 | 乱了乱了 大卫·史瑞格里展                             | |
| 2018年11月2日  | 2019年3月8日   | 青策计划2018                                         | |
| 2019年3月1日   | 2019年6月23日  | 陈福善 中国当代艺术收藏系列展                        | |
| 2019年3月29日  | 2019年6月2日   | 设计为何：托尼克视觉设计展                           | |
| 2019年4月19日  | 2019年7月21日  | 埃莱娜·比奈：光影对话三十年                          | |
| 2019年4月28日  | 2019年7月28日  | 挑战的灵魂：伊夫·克莱因、李禹焕、丁乙                | |
| 2019年6月27日  | 2019年8月11日  | 捷克玩具奇遇记                                       | |
| 2019年7月18日  | 2019年10月7日  | 石上纯也：自由建筑                                   | |
| 2019年8月24日  | 2019年9月28日  | 消失的技法——让·鲍德里亚的摄影                        | |
| 2019年8月25日  | 2019年10月25日 | 畀自：当代香水设计师展                               | |
| 2019年9月20日  | 2020年5月17日  | 客人的到来：上海当代艺术博物馆馆藏展                 | |
| 2019年10月25日 | 2020年3月29日  | 青策计划2019                                         | |
| 2019年11月7日  | 2020年3月29日  | 穿越建筑：戈登·马塔-克拉克的十年                     | |
| 2019年11月7日  | 2020年3月29日  | 让·努维尔：在我脑中，在我眼中……归属……                | |
| 2020年7月31日  | 2020年11月15日 | 海浪——历届上海双年展文献及作品展                     | |
| 2020年9月9日   | 2020年10月11日 | 米修与木心                                           | |
| 2020年9月27日  | 2021年4月18日  | M/M上海制造                                          | |
| 2020年11月7日  | 2021年3月7日   | 张恩利个展：会动的房间                               | |
| 2021年3月26日  | 2021年6月27日  | 青策计划2O2Online                                    | |
| 2021年7月9日   | 2021年10月31日 | 树，树                                               | |
| 2021年8月6日   | 2021年10月31日 | 丁丁与埃尔热                                         | |
| 2021年9月29日  | 2022年2月20日  | 梁绍基：蚕我 我蚕                                    | |
| 2021年11月13日 | 2022年2月15日  | 约翰·海杜克：海上假面舞                              | |
| 2021年12月1日  | 2022年2月20日  | 侯赛因·卡拉扬：群岛                                  | |
| 2021年12月21日 | 2022年3月27日  | 青策计划2021                                         | |
| 2022年3月25日  | 2022年7月31日  | 梵克雅宝：时间、自然、爱                             | |